# タブハ
タブハ（英語: Tabgha、(アラビア語: الطابغة, al-Tabigha; ヘブライ語: עין שבע, Ein Sheva は"七つの泉"の意味)）はイスラエルのガリラヤ湖北西岸の場所で、イエス・キリストがパンと魚の奇跡（Feeding the multitude、マタイによる福音書14章13節～21節など）を行ったところとして伝えられている。

## 語源

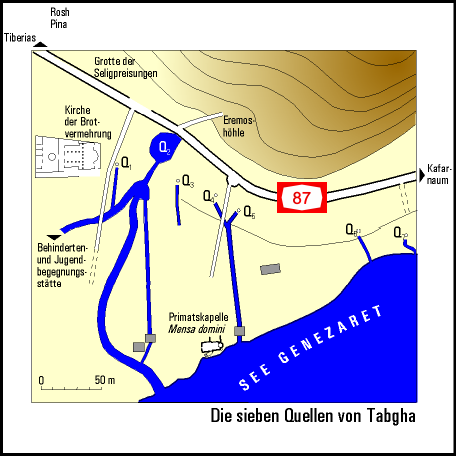
タブハの地図（ドイツ語）：公道87号線、七つの泉（Q）、パンと魚の奇跡の教会（Brotvermehrungskirche）、聖ペテロ首位権教会（Primatkapelle）、ガリラヤ湖を示す

この場所はギリシャ語でHeptapegon（七つの泉）と言われていたものが、しばらくしてTabegoに変わり、アラブ人たちにタブハと呼ばれるようになった。

## 歴史
歴史的にはビザンツ帝国時代、十字軍時代、オスマン帝国時代、イギリス委任統治領パレスチナ時代を経ている。

## 名所
タブハには「パンと魚の奇跡の教会」、「聖ペテロ首位権教会」（Church of the Primacy of St. Peter）などがある。

## 参照項目
- パンと魚の奇跡の教会
- カファルナウム (同じくガリラヤ湖の北西岸にある地名)

## 写真集

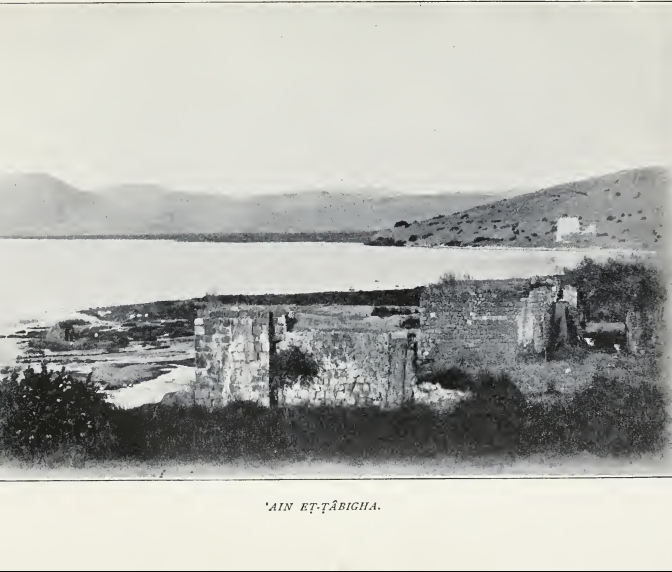
タブハ（1913年）
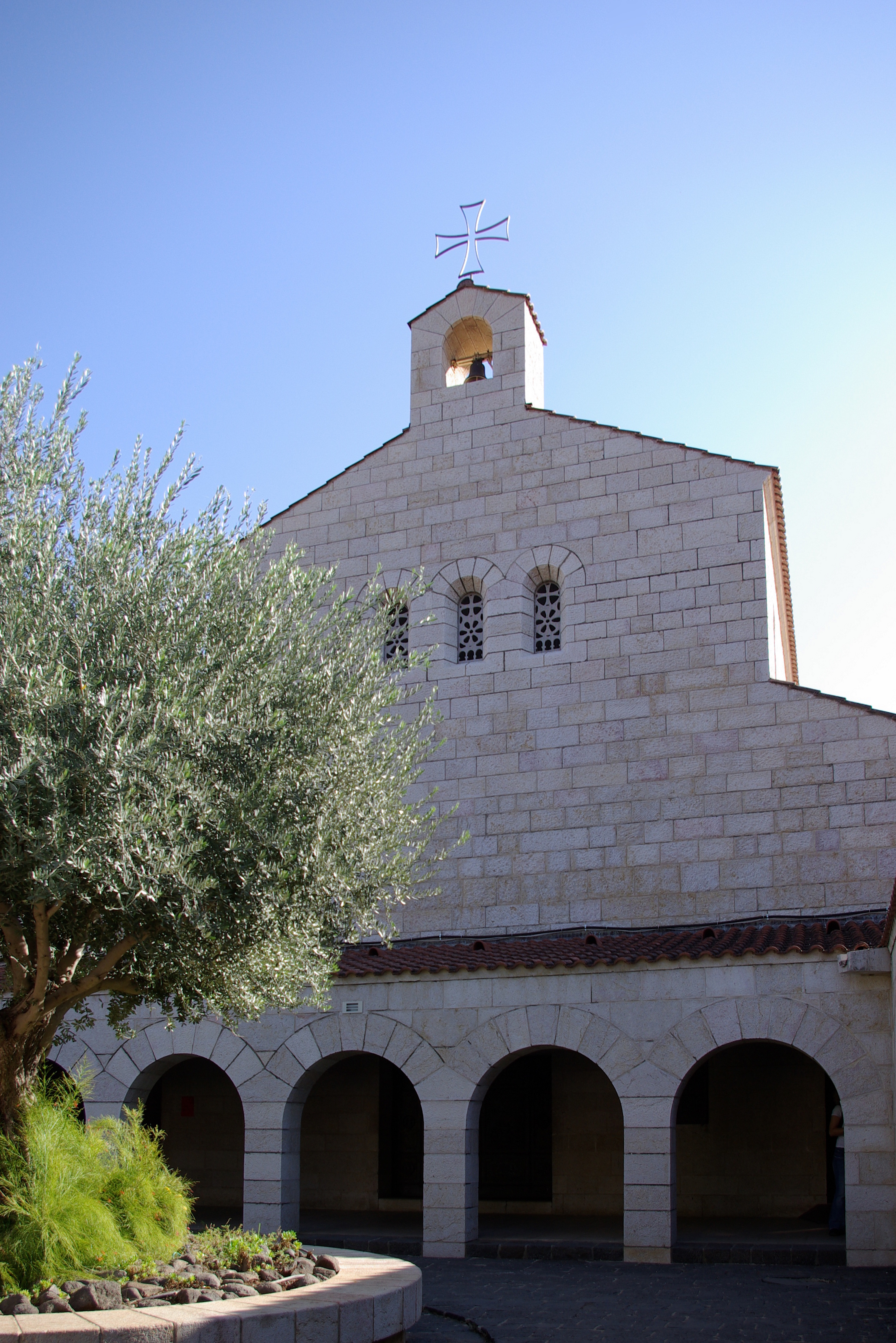
パンと魚の奇跡の教会の正面
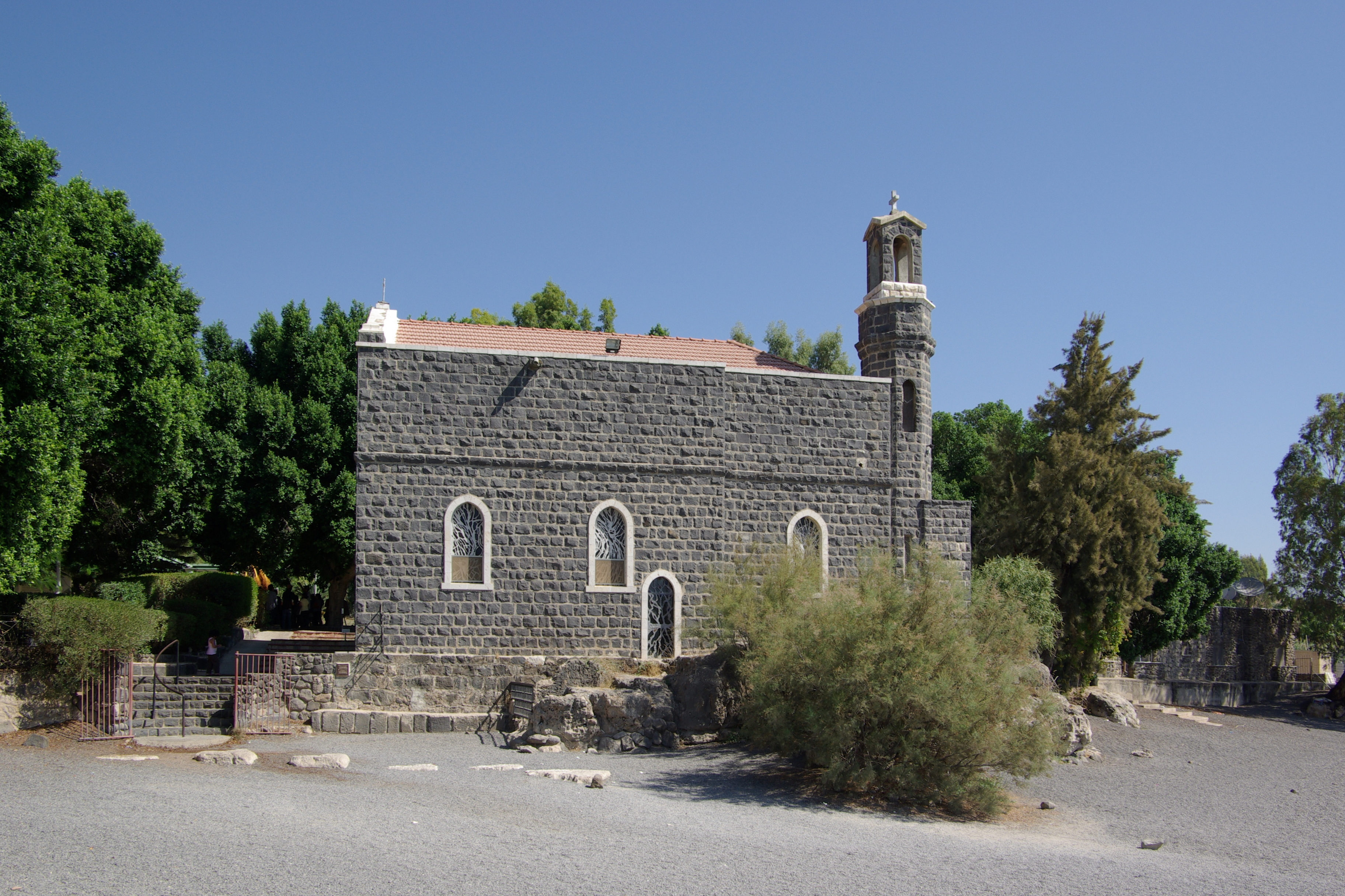
聖ペテロ主権教会
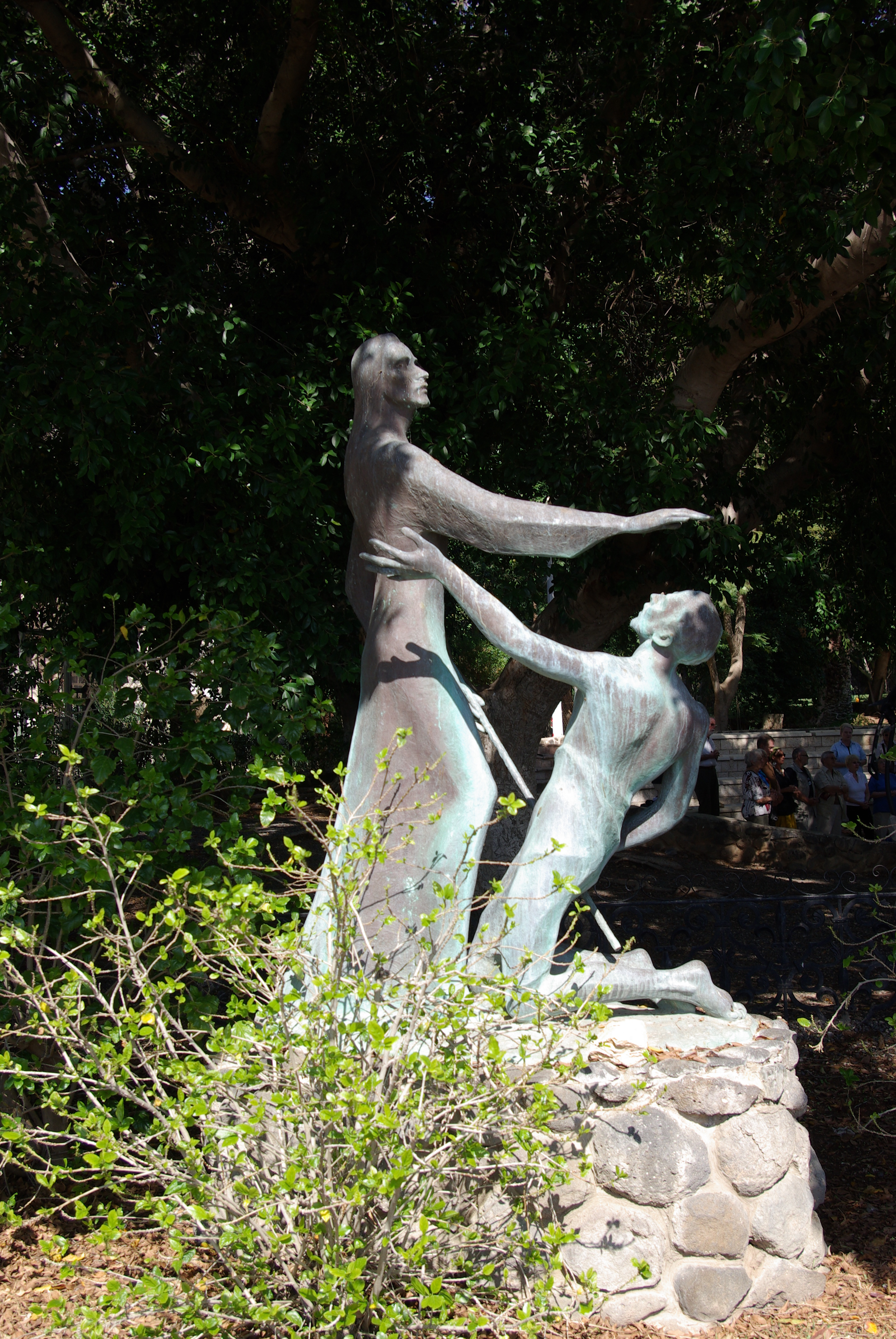
ガリラヤ湖畔に建つイエスとペテロの像「Feed My Sheep」